# Eupoca chicalis
Eupoca chicalis là một loài bướm đêm trong họ Crambidae.